# Nas Ne Dogonjat
Nas Ne Dogonjat (Нас не догонят), översatt: De kommer aldrig ta oss, var Tatus andra singel från deras debutalbum 200 Po Vstrechnoj. I Ryssland släpptes låten i mars 2001. Låten finns även på engelska och heter då Not Gonna Get Us.